# Nordnet
Nordnet er en internetmægler (online børsmægler) med kunder i Danmark, Norge, Sverige, og Finland.
Adm. direktør for Nordnet AB er Lars Åke-Norling. Dansk landechef er pr. 1. maj 2023 er Tine Uldal som overtager stillingen efter Anne Buchardt.

## Historie
Nordnet blev grundlagt i 1996 i Stockholm og blev dermed et af de første nordiske selskaber som tilbød internetbaseret handel med værdipapirer. Nordnet fusionerede i 2001 med konkurrenten TeleTrade og introducerede samtidig sine tjenester på det danske marked.[kilde mangler]
I 2004 opkøbte Nordnet den norske mægler Stocknet-Aston Securities ASA og blev dermed størst på det norske marked. I 2009 opkøbtes ligeledes Finlands største internetmægler, EQ Bank. Nordnets ledelse besluttede sig i 2010 for at følge en rent nordisk strategi, og i den forbindelse gennemførtes en omstrukturering. Den tyske afdeling solgtes til konkurrenten Onvista og Luxembourgafdelingen blev nedlagt. Samme år oprettedes en bankfilial i Danmark til administration, dvs. uden normal kundebetjening ved personligt fremmøde. De danske kunder var tidligere blevet betjent fra Sverige.[kilde mangler]
I 2013 købte Nordnet aktiemajoriteten i det sociale netværk for investorer, Shareville. I 2014 blev det muligt for Nordnets kunder i Danmark og de øvrige nordiske lande at bruge Shareville.[kilde mangler]

## Virksomhed
I Danmark tilbyder Nordnet handels- og depottjenester for frie midler og pensionsordninger.
Nordnets brugere investerer selv i aktier, investeringsbeviser og andre værdipapirer via Nordnets handelstjenester: Den webbaserede tjeneste på www.nordnet.dk, realtidsapplikationen Wintrade samt via applikationer til smartphones.
Nordnet er i 2009, 2010, 2011, 2012, 2013, 2014, 2015 og 2016 blevet udnævnt til Årets Bank/Børsmægler af Dansk Aktionærforening. I august 2014 og maj 2016 blev Nordnet kåret som "bedst i test" af Tænk Penge.[kilde mangler]